# Étraye
Étraye is een gemeente in het Franse departement Meuse in de regio Grand Est en telt 45 inwoners (2009). Étraye maakt deel uit van het kanton Montmédy in het arrondissement Verdun. 

## Geschiedenis
In 1973 fuseerde de gemeente met Wavrille tot de gemeente Étraye-Wavrille, die in 1988 weer werd opgeheven. Étraye werd weer een zelfstandige gemeente die tot 22 maart 2015 onderdeel uitmaakte van het kanton Damvillers, dat op die dag werd opgeheven.

## Geografie
De oppervlakte van Étraye bedraagt 7,6 km², de bevolkingsdichtheid is dus 5,9 inwoners per km².
De onderstaande kaart toont de ligging van Étraye met de belangrijkste infrastructuur en aangrenzende gemeenten.

## Demografie
Onderstaande figuur toont het verloop van het inwonertal (bron: INSEE-tellingen).